# J.G. Schelter & Giesecke
J.G. Schelter & Giesecke war eine 1819 in Leipzig von Johann Andreas Gottfried Schelter und Christian Friedrich Giesecke gegründete Schriftgießerei und Maschinenfabrik. 1946 wurde Schelter & Giesecke verstaatlicht und Teil des VEB Typoart.

## Geschichte

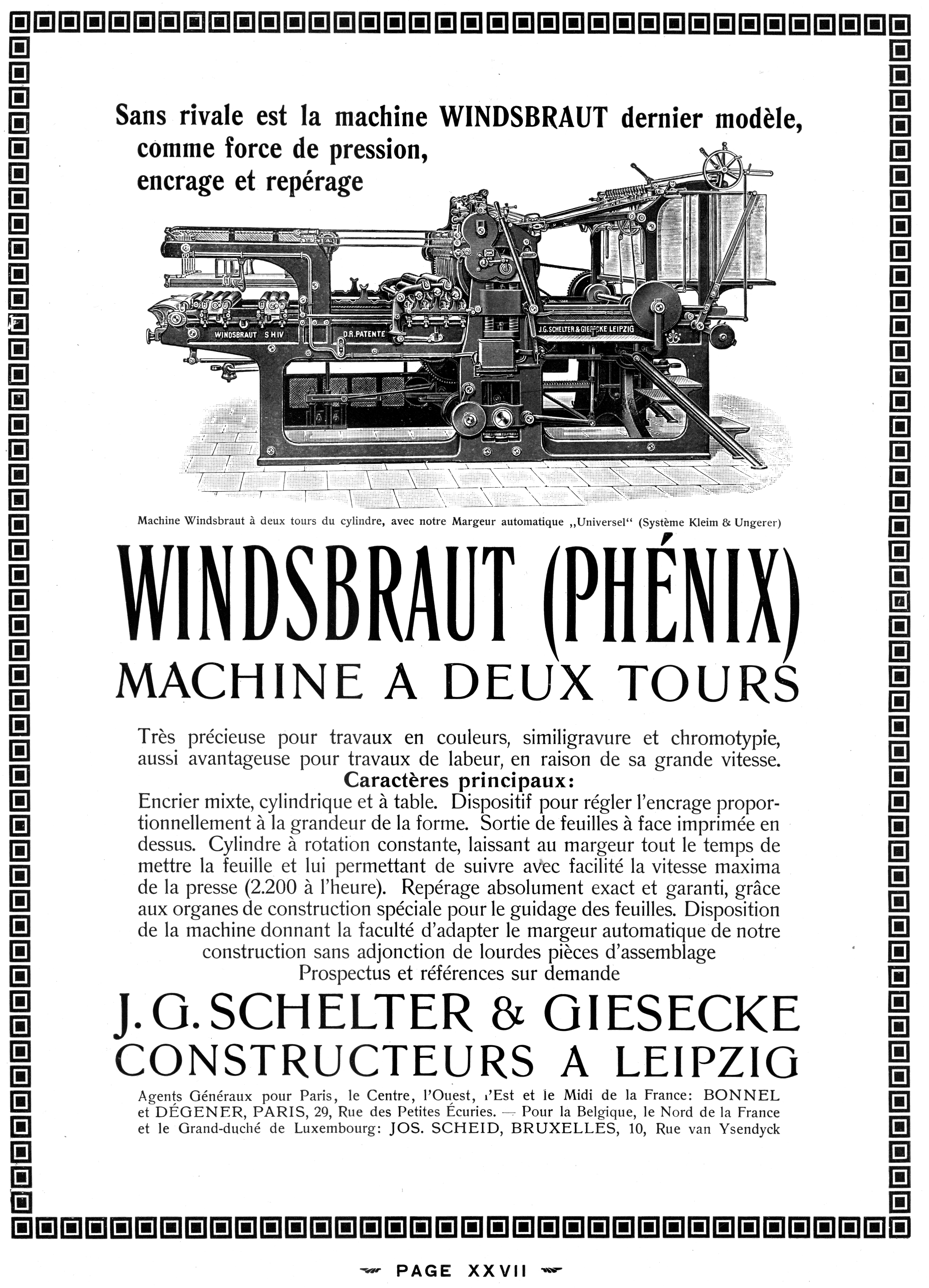
Französische Anzeige für die Tiegeldruckpresse Phoenix (Windsbraut)

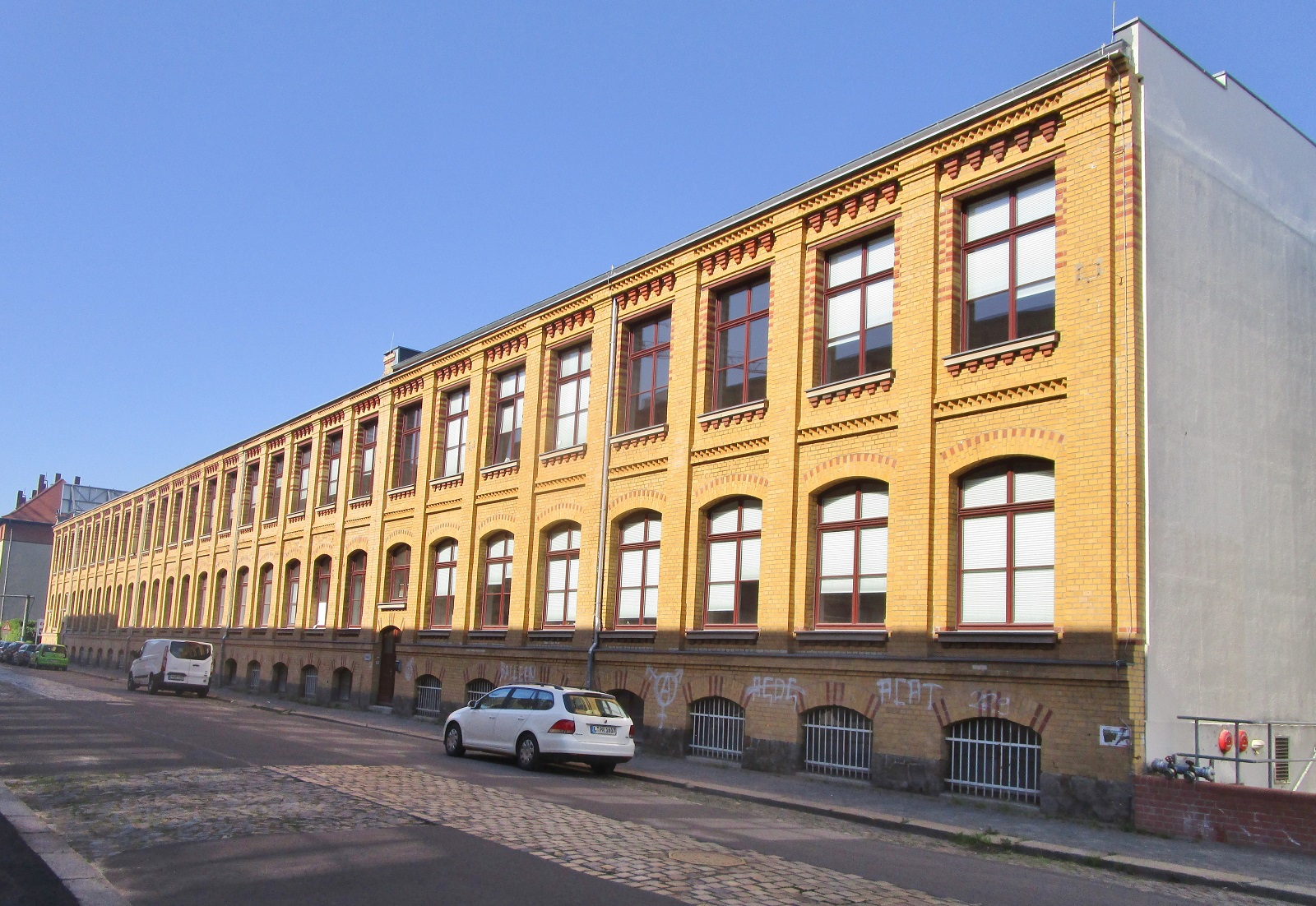
Wachsmuthstraße 4

Nachdem Schelter sich 1839 aus dem Unternehmen zurückgezogen hatte und Giesecke 1851 verstorben war, wurde die Firma von Gieseckes Söhnen weitergeführt. 1863 entstand eine Filiale in Wien, die ab 1870 unter dem Namen Gießerei Meyer & Schleicher selbstständig operierte. Nachdem in den 1870er Jahren die Produktionsstätte im Naundörfchen zu klein wurde, baute und bezog die Schriftgießerei ein Fabrikgebäude in der Brüderstraße 26/28 im Leipziger Seeburgviertel, das im Zweiten Weltkrieg zerstört wurde.
Ab den 1870er Jahren produzierte Schelter & Giesecke auch Buchdruckpressen, Tiegeldruck-Schnellpressen, Fahrstühle für Personen und Materialien sowie Stereotypie-Apparate. Die Tiegeldruckpresse Phönix war das bekannteste Produkt der Firma und wurde auch im Ausland vertrieben.
Ein weiteres Fabrikgebäude, die Maschinenfabrik für Buchdruckmaschinen, befand sich ab 1912 in der Wachsmuthstraße 4 im Leipziger Stadtteil Plagwitz. Das Gebäude ist in der Liste der technischen Denkmale Leipzigs erfasst.
Am 26. April 1930 mit Wirkung ab 1. Juli 1930 wurde die Firma in eine Aktiengesellschaft unter dem Namen Schelter & Giesecke AG umgewandelt.
1946 wurde der Betrieb verstaatlicht, fungierte kurz unter dem Namen Polygraph VEB um 1951 mit dem Betrieb Schriftguß Dresden VEB (vorher: Schriftguß AG) zur Schriftgießerei VEB Typoart vereint zu werden. Das Gebäude in der Leipziger Wachsmuthstraße wurde danach jedoch vom VEB Polygraph Druckmaschinen und Schriftguss genutzt. Der VEB Typoart saß in Dresden.
Die Villa des ehemaligen Inhabers Georg Friedrich Giesecke (1853–1930) und Nachkommen des Gründers Christian Friedrich Giesecke befindet sich in der Leipziger Karl-Tauchnitz-Straße 21.

## Schriften
Eine Liste ausgewählter Schriften, die für Schelter & Giesecke von bekannten Schriftkünstlern kreiert wurden:
- Dolmen (1922, Max Salzmann)
- Onyx (1936, Arno Drescher)
- Parcival Antiqua, Parcival Kursiv (1930, Herbert Thannhaeuser)
- Saskia (1931, Jan Tschichold)
- Schneidler Schwabacher (1913, F. H. E. Schneidler)
- Shakespeare Mediaeval (1927, Georg Belwe)
- Thannhaeuser Fraktur (1938, Herbert Thannhaeuser)
- Wallenstein (1904, Heinz Keune)